# Tsjorbadzjijsko
Tsjorbadzjijsko, Čorbadžijsko of Chorbadzhiysko (Bulgaars: Чорбаджийско; Turks: Çorbacılar Köyü) is een dorp in het zuiden van Bulgarije. Het dorp is gelegen in de gemeente Kirkovo, oblast Kardzjali. Het dorp ligt hemelsbreed op 30 km van de stad Kardzjali en 226 kilometer ten zuidoosten van Sofia. 

## Bevolking
Tsjorbadzjijsko is het op een na grootste dorp in oblast Kardzjali, met bijna 2000 inwoners (peildatum 2019). Alleen Benkovski is groter. 
|  |

Van de 1.964 inwoners reageerden er slechts 1.208 op de optionele volkstelling van 2011. Van deze 1.208 respondenten identificeerden 1091 personen zichzelf als Bulgaarse Turken (90,3%), gevolgd door 73 etnische Bulgaren (6%) en 29 Roma (2,4%). 15 respondenten (1,2%) gaven geen definieerbare etniciteit op.
| Etniciteit   | Aantal | %     |
| ------------ | ------ | ----- |
| Bulgaren     | 73     | 6%    |
| Turken       | 1091   | 90,3% |
| Roma         | 29     | 2,4%  |
| Overig       | 15     | 1,2%  |
| Respondenten | 1208   |       |